# 1765 в Україні

## Події
- 18 січня внаслідок скасування козацького устрою Слобідської України, було утворено Слобідсько-Українську губернію, губернським містом якої став Харків.
- Бахмутський страйк 1765

## Особи

### Народились
- 8 січня Милорадович Григорій Петрович (1765—1828) — державний діяч у Російській імперії. Малоросійський Генеральний Суддя. Організатор поштових служб в Україні та Литві. Також таврійський губернатор.
- 30 січня Кукольник Василь Григорович (1765—1821) — український науковий і культурно-освітній діяч, правознавець, учений-енциклопедист. Доктор вільних мистецтв, філософії і права.
- 28 серпня Тадеуш Чацький (1765—1813) — польський освітянин, економіст, історик, нумізмат.
- Вуїч Микола Васильович (1765—1836) — російський військовий діяч, генерал-лейтенант.
- Ципріан Годебський (письменник) (1765—1809) — польський поет, перекладач, публіцист, військовий діяч.
- Полетика Василь Григорович (1765—1845) — український історик, історіограф, джерелознавець, збирач документальних матеріалів з історії України XIV−XVIII ст., громадський діяч, засновник та попечитель навчальних та медичних закладів.

### Померли
- 23 лютого Рафаїл Мокренський (до 1720—1765) — український релігійний діяч доби Гетьманщини. Ректор Харківського колегіуму.
- 26 жовтня Іраклій Комаровський (1703—1765) — український релігійний та освітній діяч доби Гетьманщини. Єпископ Чернігівський і Новгород-Сіверський.
- Борзаківський Пилип (до 1695—1765) — український історик, канцелярист Генеральної військової канцелярії за гетьманів І. Скоропадського та П. Полуботка. Один із авторів козацького Діаріуша — хроніки державних справ Гетьманщини.
- Ян Пуш (? — 1765) — волинський скульптор і тинькувальник, «artis statuariae magister».

## Засновані, створені
- Слобідсько-Українська губернія
- Єлисаветградська провінція
- Охтирська провінція
- Харківська провінція
- Ізюмський гусарський полк
- Острогозький гусарський полк
- Охтирський гусарський полк
- Харківський уланський полк
- Білопільське комісарство
- Деркульський кінний завод
- Монастир тринітаріїв (Ржищів)
- Церква святого Йосафата (Кам'янець-Подільський)
- Троїцька церква (Драбівці)
- Будинок полкової канцелярії (Козелець)
- Бовкун
- Велика Вовнянка
- Грибова Рудня
- Дубівка (Таращанський район)
- Косяківка
- Котівка (Вовчанський район)
- Лісна (Ізяславський район)
- Лозуватка (Криворізький район)
- Манченки
- Михайлівка (Олександрійський район)
- Олександрівка (Ріпкинський район)
- Первомайськ (Луганська область)
- Плоске (Таращанський район)
- Пугачівка (Рокитнянський район)
- Рогізна (Тиврівський район)
- Рябушки
- Степок (Таращанський район)
- Хороше (Слов'яносербський район)

## Зникли, скасовані
- Ізюмський полк
- Острогозький полк
- Бишкінські сотні
- Будилківські сотні
- Вільшанська сотня
- Ворожб'янська сотня
- Маловорожб'янська сотня
- Межиріцька сотня
- Миропільська сотня
- Нижньосировацька сотня
- Рибницька сотня
- Річанська сотня
- Стецьківська сотня
- Сумські сотні
- Тернівська сотня